# Hydrotaea penicillata
Hydrotaea penicillata este o specie de muște din genul Hydrotaea, familia Muscidae. A fost descrisă pentru prima dată de Camillo Rondani în anul 1866. Conform Catalogue of Life specia Hydrotaea penicillata nu are subspecii cunoscute.